# Красно-тайский язык
Красно-тайский язык (вьет. Tiếng Thái Đỏ), также тай-дэнг или тай-тхань, — язык, на котором говорят красные таи на северо-западе Вьетнама у границы с северо-восточным Лаосом. Язык принадлежит к семье тайских языков и близок к языкам белых и чёрных таев. Язык также связан с сиамским, или тайским языком, на котором говорят в современном Таиланде.
Классифицируется как часть официального тайского сообщества во Вьетнаме и группы Пху Тай в Лаосе. Тем не менее, носители языка проживающие во Вьетнаме склонны называть себя чёрными таями, или Тай Дам, отрицая тем самым, что они — красные таи.

## Классификация
Считается, что красно-тайский язык принадлежит к юго-западным тайским языкам ветви тайских языков тай-кадайской семьи. Красно-тайский язык принадлежит к группе языков чианг сэм.
По классификации Джеймса Чемберлена, красно-тайский язык принадлежит к ветви, в которой появился звук /p/, группе, в которой разделились тоны *ABCD 123-4; B=DL.

## Распространение
Всего красных таев насчитывается около ста тысяч, носителей красно-тайского языка же около восьмидесяти тысяч.
Красные таи живут на границе Вьетнама и Лаоса. В частности, на северо-западе Вьетнама и северо-востоке Лаоса.
В Китае, красные таи (кит. 傣亮) живут в провинции Юньнань. Там проживают около двух тысяч красных таев. Они проживают рядом с ханьцами, мяо и яо.

## Письменность
В отличие от родственных бело-тайского и чёрно-тайского языков, красно-тайский язык не имеет определённой письменности, в то время как бело- и чёрно-тайские языки используют вьетнамский алфавит.

## История языка
Красно-тайский язык, как и все тайские языки, произошли от общего предка — пратайского языка. Пратайский язык был впервые реконструирован при помощи сравнительного метода китайским лингвистом Ли Фан-Куэй в 1977 году.
Датировка разделения различных групп тайской ветви до сих пор является предметом споров. Согласно лингвисту Питтаявату Питтаяпорну, пра-юго-западно-тайский язык отделился от пра-тайского около VIII — X веков.

## Тоны
В красно-тайском языке присутствуют пять тонов в открытых слогах:
- Восходящий со среднего на высокий (˧˦);
- Высокий (˦);
- Низкий восходящий (e᷅);
- Нисходящий со среднего на низкий (˧˨);
- Высокий нисходящий (e᷇).

## Грамматика
Как и в большинстве тайских языков, в красно-тайском нет спряжения глаголов. Язык использует типологию порядка слов SVO. Из-за отсутствия склонения глаголов, синтаксические функции в основном лежат на порядке слов и предлогах. Частицы используются в конце предложения и могут подчёркивать уровень уважения к собеседнику, образовывать повелительное наклонение и другое.